# Kerrie Meares
Pour les articles homonymes, voir Meares.
Kerrie Meares née le 4 septembre 1982 à Blackwater, est une coureuse cycliste sur piste australienne. Elle est la sœur aînée d'Anna Meares. Elle a notamment été médaillée du 500m et de vitesse aux championnats du monde de 2002 à Copenhague, et médaillée d'or de ces disciplines aux Jeux du Commonwealth 2002.

## Palmarès

### Championnats du monde
1999 (juniors)
 Médaillée d'argent du 500m
2000 (juniors)
 Championne du monde juniors du 500m
Copenhague 2002
 Médaillée d'argent de la vitesse
 Médaillée de bronze du 500m

### Coupe du monde
2003
1re de la vitesse par équipes à Sydney (avec Rochelle Gilmore et Rosealee Hubbard)
2e du keirin à Sydney
3e de la vitesse par équipes au Cap
2006-2007
1re de la vitesse par équipes à Sydney (avec Anna Meares)
2007-2008
2e de la vitesse par équipes à Sydney
3e de la vitesse par équipes à Los Angeles
2008-2009
2e de la vitesse par équipes à Melbourne
3e de la vitesse à Melbourne

### Jeux du Commonwealth
Manchester 2002
 Médaillée d'or du 500m
 Médaillée d'or de la vitesse
Melbourne 2006
 Médaillée de bronze du 500m
 Médaillée de bronze de la vitesse

### Jeux océaniens
1999
 Médaillée de bronze du scratch
2004
 Médaillée d'or du 500m
 Médaillée d'or de la vitesse
 Médaillée d'or du keirin
2005
 Médaillée d'or du keirin
 Médaillée d'argent du 500m
 Médaillée de bronze de la vitesse
2006
 Médaillée d'or de la vitesse
 Médaillée d'or du keirin
 Médaillée d'argent du 500m

### Championnats d'Océanie
| Édition / Épreuve | 500 mètres | Keirin | Vitesse individuelle | Vitesse par équipes                       |
| 2003              | Argent     | Bronze | Or                   | Or (avec Anna Meares et Alexandra Bright) |
| 2004-1            | Or         | Or     |                      |                                           |
| 2004-2            | Or         | Or     | Or                   |                                           |
| 2005              | Argent     | Or     | Bronze               |                                           |
| 2006              | Argent     | Or     | Or                   |                                           |
| 2007              |            |        | Argent               | Or (avec Kaarle McCulloch)                |
| 2008              | Argent     |        | Or                   | Or (avec Kaarle McCulloch)                |

### Championnats nationaux
- Championne d'Australie de vitesse par équipes en 2006, 2007, 2008, 2009
- Championne d'Australie de vitesse en 2007
- Championne d'Australie de keirin en 2006, 2009

## Distinctions
- Cycliste sur piste australienne de l'année en 2002[1]
- Cycliste sur piste junior australienne de l'année en 2000[1]